# Budova Vojenských staveb
Budova Vojenských staveb je administrativní dům stojící na předpolí Nuselského mostu na adrese Boženy Němcové 1881/5, Nové Město, Praha. Tato technická a stavební památka byla postavena v letech 1973 až 1982 ve stylu pozdního brutalismu s prvky postmoderny podle projektu architekta Jana Hančla. Nachází se v pražské památkové rezervaci a je součástí světového dědictví UNESCO – historické centrum Prahy; kulturní památkou ale samotná budova není.

## Architektura stavby
Budova Vojenských staveb byla postavena podle projektu architekta Jan Hančla a jeho kolegů ze státního stavebního podniku Vojenské stavby VVPS. Interiéry navrhoval a řešil architekt Stanislav Dlabal. Budova byla vyprojektována v letech 1973 až 1976 a postavena byla mezi lety 1978 až 1982 právě pro potřeby této stavební firmy (ta stavěla především silnice, železnice, mosty a tunely; na konci 80. let 20. století v ní pracovalo téměř 15 tisíc lidí, správní aparát měl 1600 úředníků a většina zakázek byla pro Ministerstvo národní obrany; podílela se i na výstavbě pražského metra).
Investiční náklady stavby byly 15,7 milionů Kčs. Postavena je na ose Nuselského mostu, po asanaci činžovního domu z 19. století, který musel zbourán tam, kde zajížděl tubus metra z mostu pod zem. Přestože je to budova ve stylu brutalismu, je citlivě vložena do staré zástavby, navazuje na sousední římsy, střešní krajinu a uliční čáru a je přirozeně začleněna do okolí. V době začátku projektu dvacetisedmiletý architekt Hančl tak respektoval doporučení Útvaru hlavního architekta hlavního města Prahy. Svým řešením je budova nejen architektonickou, ale i technickou památkou ukazující tehdejší stavební postupy. Stavba má specifický způsob ojedinělého a technologicky náročného mělkého založení nad tubusy metra probíhajícími přímo pod domem. Kvůli otřesům z projíždějících souprav metra byly použity tlumící gumové vložky dovezené ze Západního Německa a umístěné na „betonovém účku“ přímo na tunelu metra. Celá stavba má železobetonovou konstrukci s převážně kovovou fasádou, která je dále členěna soustavou slunolamů. Stavba má tehdy progresivní hřibové stropy podobně jako v OD Kotva. Budova je zakončena velkorysou plasticky pojednanou korunou střechy, opláštěnou eloxovaným hliníkem vyrobeným Závody Slovenského národního povstání v Žiaru nad Hronom. Koruna střechy tak barevností i hmotou reaguje na sedlové střechy okolní zástavby. Střešní pás je asymetricky předělen dvojicí komínů ve stylu mašinismu, evokujících výfuky sportovních aut, čímž autor stavby reagoval na rychlostní silnici na Nuselském mostě. Budova je určena hlavně pro pohled z jedoucího auta při příjezdu do historického centra Prahy. Obecně je dodnes (září 2021) celá stavba ve velmi dobrém, z památkářského hlediska téměř intaktním stavu.

## Umělecké dílo
Nedílnou součástí architektury budovy Vojenských staveb je i reliéf od sochaře Jaroslava Bartoše před vstupem do budovy. Dílo vzniklo díky státnímu stavebnímu zákonu, který ukládal věnovat jedno až čtyři procenta z rozpočtu stavby na umělecké řešení. Plastika znázorňuje organicko-abstrahovaným jazykem přelomu 60. a 70. let mapu Prahy a její urbanistický a dopravní vývoj, a zároveň odkazuje k ražení tunelu metra. Dílo bylo schváleno odbornou komisí Armádního výtvarného studia, která zasedala v budově Švihanky v Riegrových sadech. Dílo bylo začleněno do stavby tehdejší významné architektonické kanceláře podílející se na budování města, protože bez ní, jejího libreta a legendy by ztratilo na své hodnotě.[zdroj?]

## Odborné posouzení stavby
Za své architektonické kvality byla budova oceněna druhým místem v kategorii Realizace v rámci národního kola Přehlídky architektonických prací za období 1982–1983. Předsedou komise soutěže byl architekt Zdeněk Kuna. Stavba byla jako mimořádně zdařilá zařazena mezi nejlepší realizace v Praze v časopise Architektura ČSR z roku 1984. O stále aktuálním významu této stavby svědčí i zařazení domu do výstavy pražských brutalistních staveb „Nebourat!“, kterou v roce 2020 pořádala Národní galerie.
Odborný posudek Národního památkového ústavu (NPÚ) z roku 2021 připomíná, že stavba reprezentuje ohrožený druh nenávratně mizející vrstvy architektury, a doporučuje stavbu, kterou označuje za budovu s velkou kulturně-historickou hodnotou, zachovat. Doslova se ve zprávě NPÚ píše: „Dům patří k uměřeným, ale přitom autorsky sebevědomým vstupům novodobé architektury do pražského historického prostředí... Objekt reprezentuje vrstvu, na kterou by se měla vztahovat památková ochrana, neboť je dokladem historického vývoje, životního způsobu, názoru a prostředí své doby... Z výše uvedeného vyplývá, že je nezbytné předmětný dům zachovat, a to nejen z hlediska jeho architektonického výrazu (ve stylu brutalismu), začlenění do daného prostředí Pražské památkové rezervace a materiálového pojetí, ale také z hlediska jeho kulturně-historické hodnoty... Z hlediska památkové péče je navrhovaná demolice budovy neakceptovatelná. Podepsán PhDr. Jaroslav Podliska, Ph.D., ředitel NPÚ“.
Odbor památkové péče Magistrátu hl. m. Prahy v čele s Jiřím Skalickým se naopak vyjádřil, že se jedná o „průměrného zástupce dobové výstavby, který nevykazuje žádné nadstandardní hodnoty“, a demolici povolil.

## Historie

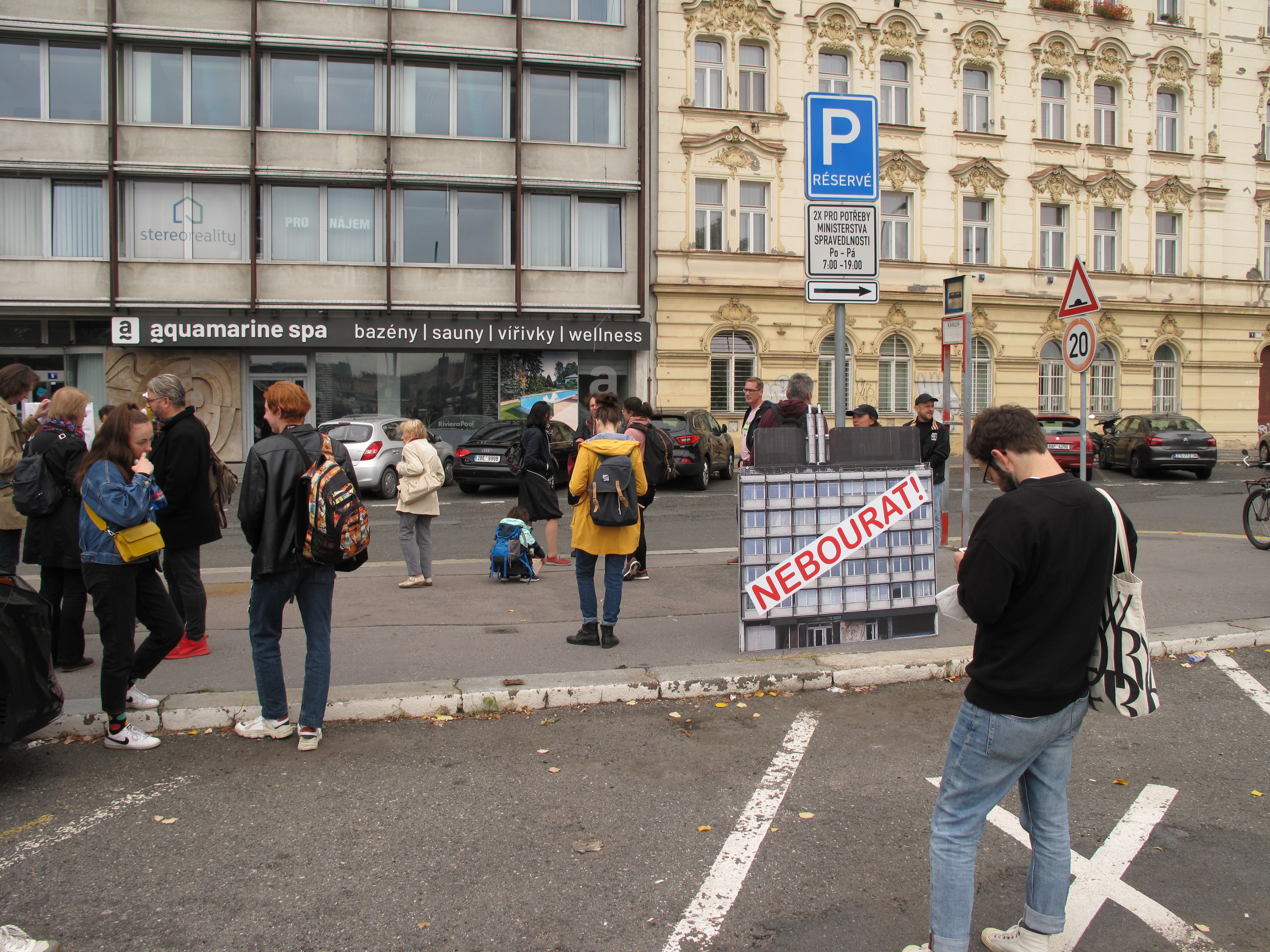
Demonstrace proti bourání 19. září 2021

Budova do roku 1992 sloužila státnímu podniku Vojenských staveb a poté byla stejně jako samotný podnik privatizována.
Od roku 2004 byla fasáda objektu zakryta reklamními plachtami a digitálními panely – LED obrazovkou provozovanou firmou BigBoard. Architekt Jan Hančl se soudil s majitelem o odstranění reklamy z fasády, protože mu reklama zasahovala do jeho autorských práv, která byla ošetřena smlouvou z roku 1982 o umístění reklamy, vypracovanou v Artcentru – obchodní organizací zabývající se tehdy v ČSSR prodejem umění. Spor o reklamní nosiče se vedl několik let a město firmě BigBoard udělilo pokutu. V roce 2020 architekt soud vyhrál a reklama musela být ze stavby odstraněna. Ještě před odstraněním světelné plochy byla dominancí těchto budov reklama společnosti Samsung, tu ale sama firma v srpnu 2019 pod nátlakem veřejnosti odstranila. Plakát o rozměrech několik set metrů čtverečních následně vystřídal obří plakát s portrétem Milady Horákové z iniciativy Zavražděna komunisty. Majitel budovy, firma Jizera Invest s.r.o., se tak snažil využít kampaně pro uchování reklamní plochy s poukazem na nekomerčnost iniciativy Zavražděna komunisty.
V září roku 2020 nakonec plachta zakrývající dva domy zmizela úplně. Od té doby majitel v čele s jednatelem Karlem Goláněm usiluje o demolici stavby. V září roku 2021 firma požádala stavební odbor Městské části Praha 2 o svolení k demolici. Za zachování stavby vznikla v září roku 2021 iniciativa spolku Vetřelci a volavky nazvaná „Nebourejte Božku!“ Skupina odborníků v čele s historičkou umění Klárou Brůhovou a sochařem Pavlem Karousem odeslala a zveřejnila Otevřený dopis ve věci zachování administrativní budovy bývalých Vojenských staveb. 19. září proběhla za zachovaní stavby demonstrace obracející se na politickou reprezentaci MČ Praha 2, která je účastníkem řízení a nemusí demolici povolit. 20. září 2021 na jednání zastupitelstva vedení radnice Prahy 2 neumožnilo představiteli iniciativy „Nebourejte Božku!“ vystoupit veřejně a na záznam s tříminutovou řádně podanou interpelací s poukazem, že není občan Prahy 2. Pro veřejnou interpelaci zástupce iniciativy „Nebourejte Božku!“ hlasovali zástupci stran Piráti, STAN a Dvojka Sobě (koalici tvoří KDU-ČSL, ČSSD, Strana zelených a nezávislí kandidáti), ale byli přehlasováni zástupci stran ODS, TOP 09 a ANO.

## Ohlasy v kultuře
V roce 2020 byla budova Vojenských staveb jedním z exponátů na výstavě pražských brutalistních staveb „Nebourat!“ ve Veletržním paláci, kterou pro připravila Helena Huber-Doudová, kurátorka sbírky architektury Národní galerie Praha. V září a říjnu roku 2021 vzniklo na podporu záchrany budovy vojenských staveb několik uměleckých děl. Například grafik Jan Šrámek vytvořil grafiku Božka, kterou potom umístil na fasádu podobně ohrožené brutalistní budovy Bílý dům v Brně. Výtvarník Jaroslav Němec vytvořil sérii potisků na trička s motivem budovy Vojenských staveb. Grafik a malíř Filip Buryán vytvořil kresbu Vojenských staveb s názvem Dům. Sochař Pavel Karous instaloval ve veřejném prostoru vyřezané rozměrné fotografie domu s nápisem „Nebourat!“.

## Galerie

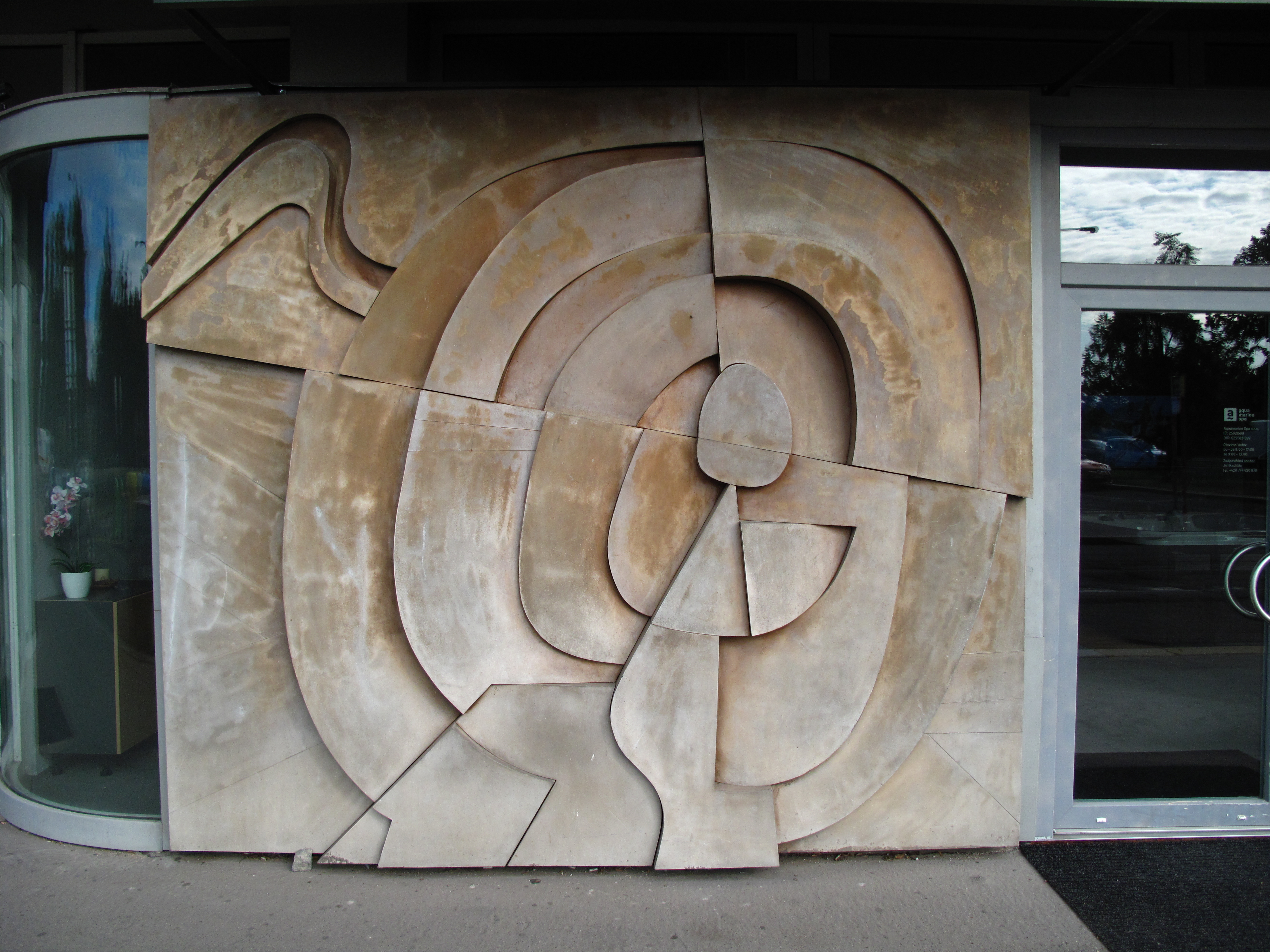
Reliéf Ražení tunelu metra od Jaroslava Bartoše
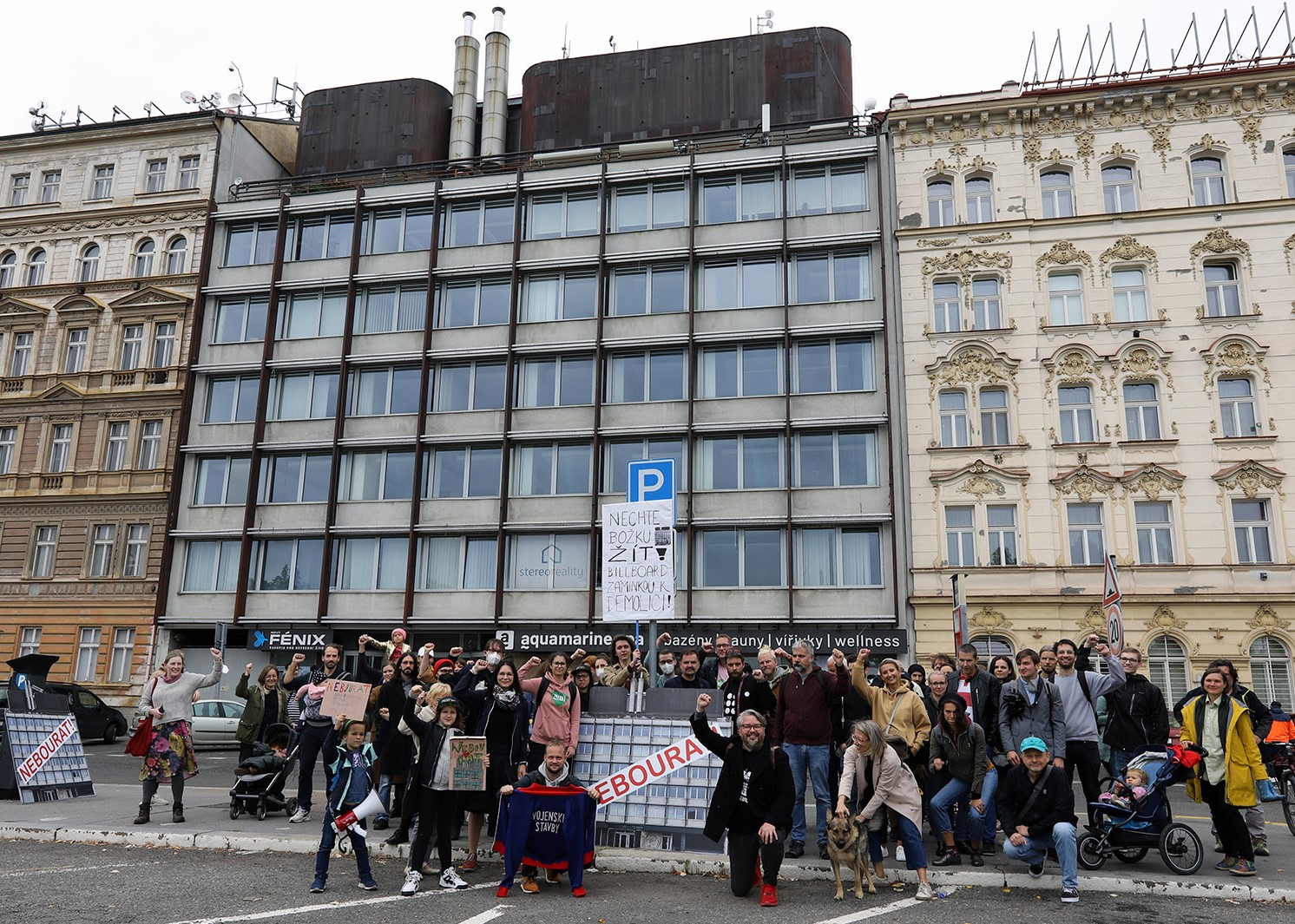
Demonstrace za zachovaní budovy Vojenské stavby, 19. září 2021
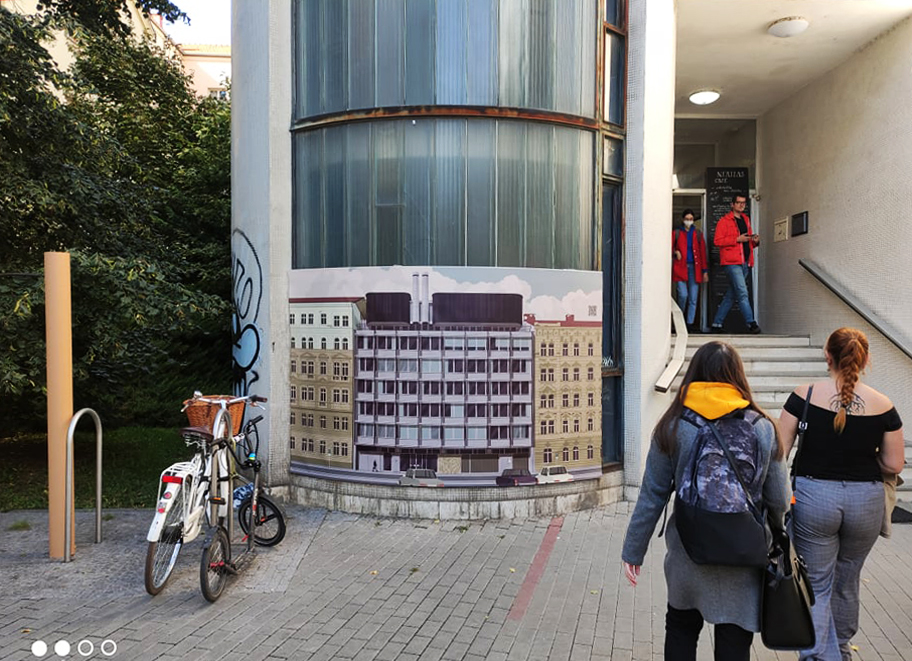
Jan Šrámek, Božka (Bílý dům, Brno, 2021)